# Beyond Sensory Experience
Beyond Sensory Experience – grupa muzyczna (duet) założona przez Drakha i K. Meiztera w 2001 roku w Uppsali (Szwecja).
Skupiają się na tworzeniu dźwięków eksperymentalnych i zbliżonych klimatem do dark ambient/post-industrial. Ich muzyka jest syntezą niepokojących odgłosów i muzyki elektronicznej.
Projekt rozpoczął działalność wydawniczą w 2003 roku, kiedy to nakładem wytwórni Old Europa Cafe ukazały się płyty składające się na swoistą trylogię: „Tortuna”, „Urmula” i „Ratan”. Uzupełnieniem trylogii była wydana w kolejnym roku płyta z remiksami: „Korrelations”. W 2005 roku duet podpisał kontrakt ze szwedzką wytwórnią Cold Meat Industry i wydał dla niej płytę „Pursuit Of Pleasure”. W tymże roku zagrał również swój pierwszy koncert w Sztokholmie. Ostatnim wydawnictwem duetu jest płyta „No Lights In Our Eyes” z 2008 roku.

## Dyskografia
1. Tortuna (2003)
2. Urmula (2003)
3. Ratan (2003)
4. Korrelations (2004)
5. Pursuit Of Pleasure (2004)
6. The Dull Routine Of Existence (2006)
7. No Lights In Our Eyes (2008)